# Paratanytarsus praecellens
Paratanytarsus praecellens är en tvåvingeart som beskrevs av Gilka 2009. Paratanytarsus praecellens ingår i släktet Paratanytarsus och familjen fjädermyggor. Inga underarter finns listade i Catalogue of Life.